# Diocesi di Bossangoa
La diocesi di Bossangoa (in latino Dioecesis Bossangoaënsis) è una sede della Chiesa cattolica nella Repubblica Centrafricana suffraganea dell'arcidiocesi di Bangui. Nel 2022 contava 451.000 battezzati su 740.000 abitanti. È retta dal vescovo Nestor-Désiré Nongo-Aziagbia, S.M.A.

## Territorio
La diocesi comprende la prefettura di Ouham e la parte orientale della prefettura di Ouham-Pendé, nella Repubblica Centrafricana.
Sede vescovile è la città di Bossangoa, dove si trova la cattedrale di Sant'Antonio da Padova.
Il territorio si estende su 62.680 km² ed è suddiviso in 14 parrocchie.

## Storia
La prefettura apostolica di Bossangoa fu eretta il 9 febbraio 1959 con la bolla Qui Christo iubente di papa Giovanni XXIII, ricavandone il territorio dalla diocesi di Berbérati.
Il 13 gennaio 1964 la prefettura apostolica è stata elevata a diocesi con la bolla Gaudet sancta di papa Paolo VI.

## Cronotassi dei vescovi
Si omettono i periodi di sede vacante non superiori ai 2 anni o non storicamente accertati.
- Léon-Toussaint-Jean-Clément Chambon, O.F.M.Cap. † (14 dicembre 1959 - 22 aprile 1978 dimesso)
- Sergio Adolfo Govi, O.F.M.Cap. † (22 aprile 1978 succeduto - 10 giugno 1995 dimesso)
- Paulin Pomodimo (10 giugno 1995 - 26 luglio 2003 nominato arcivescovo di Bangui)
- François-Xavier Yombandje (3 aprile 2004 - 16 maggio 2009 dimesso)
  - Sede vacante (2009-2012)
- Nestor-Désiré Nongo-Aziagbia, S.M.A., dal 14 maggio 2012

## Statistiche
La diocesi nel 2022 su una popolazione di 740.000 persone contava 451.000 battezzati, corrispondenti al 60,9% del totale.
| anno | popolazione | popolazione | popolazione | presbiteri | presbiteri | presbiteri | presbiteri                | diaconi | religiosi | religiosi | parrocchie |
| anno | battezzati  | totale      | %           | numero     | secolari   | regolari   | battezzati per presbitero | diaconi | uomini    | donne     | parrocchie |
| ---- | ----------- | ----------- | ----------- | ---------- | ---------- | ---------- | ------------------------- | ------- | --------- | --------- | ---------- |
| 1970 | 30.484      | 349.419     | 8,7         | 35         | 3          | 32         | 870                       |         | 38        | 32        |            |
| 1980 | 38.550      | 273.000     | 14,1        | 37         | 7          | 30         | 1.041                     |         | 40        | 38        | 14         |
| 1990 | 45.816      | 284.158     | 16,1        | 39         | 17         | 22         | 1.174                     |         | 24        | 42        | 14         |
| 1999 | 64.711      | 502.800     | 12,9        | 42         | 31         | 11         | 1.540                     |         | 13        | 53        | 12         |
| 2000 | 60.000      | 468.000     | 12,8        | 36         | 25         | 11         | 1.666                     |         | 11        | 48        | 13         |
| 2001 | 61.500      | 479.700     | 12,8        | 35         | 26         | 9          | 1.757                     |         | 11        | 45        | 13         |
| 2002 | 124.615     | 498.458     | 25,0        | 34         | 25         | 9          | 3.665                     |         | 11        | 45        | 13         |
| 2006 | 126.600     | 505.000     | 25,1        | 35         | 26         | 9          | 3.617                     |         | 10        | 22        | 14         |
| 2012 | 361.593     | 623.000     | 58,0        | 36         | 32         | 4          | 10.044                    |         | 5         | 16        | 14         |
| 2015 | 400.000     | 657.000     | 60,9        | 31         | 28         | 3          | 12.903                    | 4       | 4         | 14        | 14         |
| 2018 | 423.290     | 695.160     | 60,9        | 27         | 27         |            | 15.677                    | 1       | 2         | 7         | 14         |
| 2020 | 436.880     | 717.620     | 60,9        | 27         | 27         |            | 16.180                    | 1       | 2         | 7         | 14         |
| 2022 | 451.000     | 740.000     | 60,9        | 27         | 27         |            | 16.703                    | 1       | 2         | 7         | 14         |